# Коряков, Алексей Сергеевич
Алексей Сергеевич Коряко́в (род. 12 июня 1987, Омск, РСФСР, СССР) — российский актёр театра и кино. 

## Биография
Родился 12 июня 1987 года в Омске в семье врачей. Окончил гимназию № 115. Играл в омском Лицейском театре, в 2008 году окончил школу-студию МХАТ (курс А. Г. Гуськова и М. А. Лобанова). С 2010 года — актёр театра «Сатирикон». С 2007 года снимается в кино. Дебютировал в картине «Пассажирка» режиссёра Станислава Сергеевича Говорухина, где исполнил главную роль. Сыграл Андрея Авдеева в телесериале «Закрытая школа» и получил главную роль в романтической комедии «Москва — не Москва». В последующих ролях стремился отойти от амплуа положительного персонажа: в телесериале «Чёрная кровь» 2017 года сыграл Толика — персонажа, ставшего на путь криминала, а в телесериале «Преступление» 2016—2017 годов получил роль учителя, которого подозревали в убийстве ученицы. В 2021 году вышел телесериал «Тайна Лилит» на телеканале «Россия-1», где актёр сыграл стажёра Гошу Алексеева и показал себя в отличной спортивной форме наравне с каскадёрами. 
На съёмках и на сцене актёр периодически встречается с командой «Закрытой школы» — оказался на одной площадке с Агатой Муцениеце в телесериале «Месть как лекарство», а в телесериале «Преступление» снимался с Павлом Прилучным. В настоящее время они играют в одном спектакле «Авантюристы поневоле». В 2020 году вышел телесериал «Хозяйка горы», где актёр исполнил роль главы ювелирной компании Дмитрия Бекетова, высокомерного педанта. 
Помимо занятости в театре «Сатирикон» играет спектакли в Театре Булгакова.
В 2022 году снялся в телесериале «Оффлайн» для онлайн-кинотеатра Okko, где сыграл вместе с Никитой Ефремовым. Актёр экспериментирует, обращаясь к непривычным ролям: так он появился в нескольких короткометражных фильмах — в комедии «8-800», в фильме ужасов «Исходник», вышедших в 2019 году, а также в семейной драме «Дочь моего отца» 2022 года с участием Виталия Кудрявцева, с которым ранее встречался в одной из сцен мини-сериала «Время надежды».

## Личная жизнь
С 2012 года женат. Жена Наталья, сын Роман (2015 г.р.), дочь Виктория (2016 г.р.).

## Театральные работы
Дипломные спектакли
- «Человек с детским акцентом» (реж. В. Петров);
- «Казаки» (реж. М. Лобанов);
- «Веер» (реж. Е. Бутенко-Райкина).

Международная Конфедерация Театральных Союзов
- «Двенадцатая ночь» (реж. Д. Доннеллан) — Себастьян.

Театр «Сатирикон»
- «Деньги» (реж. К. Райкин ) — Баклушин;
- «Синее чудовище» (реж. К. Райкин) — стражник;
- «Ромео и Джульетта» — граф Парис;
- «Маленькие трагедии» (реж. Виктор Рыжаков) — участник спектакля;
- «Кухня» (реж. К. Райкин) — Кевин;
- «Доходное место» (реж. К. Райкин) — Антон;
- «GAME OVER» (реж. Е. Бутенко-Райкина) — Земцов.

## Фильмография
| Год       |   | Название                  | Роль                                                  |
| --------- | - | ------------------------- | ----------------------------------------------------- |
| 2007      | ф | Сестрёнка                 | Артём                                                 |
| 2008      | ф | Пассажирка                | Владимир Алексеевич Цветков                           |
| 2009      | ф | Аннушка                   | Юрий                                                  |
| 2010      | с | Гаражи                    | Артём Латышев                                         |
| 2010      | с | Общая терапия 2           | Егор Королёв                                          |
| 2011—2012 | с | Закрытая школа            | Андрей Авдеев                                         |
| 2011      | ф | Москва — не Москва        | Алексей                                               |
| 2013      | ф | Как завести женщину       | Марк                                                  |
| 2013      | с | Карина Красная            | Миша                                                  |
| 2015      | ф | Нелёгкое счастье          | Сергей, сын Анны Сергеевны, воспитательницы интерната |
| 2015      | ф | Провинциалка              | Александр Михайлов                                    |
| 2017      | с | Преступление              | Антон Афанасьев, преподаватель                        |
| 2017      | с | Чёрная кровь              | Толик                                                 |
| 2017      | ф | Храни тебя любовь моя     | Константин Яковлев                                    |
| 2017      | ф | Месть как лекарство       | Костя                                                 |
| 2019      | с | Невеста комдива           | Геннадий Чукин, лётчик-герой                          |
| 2020      | с | Хозяйка горы              | Дмитрий Бекетов                                       |
| 2020      | с | Спасская                  | Максим Агеев                                          |
| 2021      | ф | Актёры затонувшего театра | Сергей                                                |
| 2021      | с | Тайна Лилит               | Гоша Алексеев                                         |
| 2021      | с | Призрачное счастье        | Дима                                                  |
| 2022      | с | Оффлайн                   | Дмитрий Мурашов, лейтенант полиции                    |
| 2023      | ф | Расправляя крылья         | Щедрык                                                |